# Rio Pardo (Mato Grosso do Sul)
O rio Pardo é um curso de água que banha o estado de Mato Grosso do Sul, Brasil. Deságua no rio Paraná na divisa de Mato Grosso do Sul com São Paulo e faz parte da sub-bacia do rio Paraná, uma das nove macro bacias hidrográficas do Brasil.
Os municípios que integram a bacia hidrográfica do rio Pardo são Bandeirantes, Bataguassu, Brasilândia, Camapuã, Campo Grande, Jaraguari, Nova Alvorada do Sul, Nova Andradina, Ribas do Rio Pardo, Santa Rita do Pardo e Sidrolândia.